# DeAndre Yedlin
DeAndre Roselle Yedlin (Seattle, Washington, Estados Unidos, 9 de julio de 1993) es un futbolista estadounidense. Juega como defensa en el F. C. Cincinnati de la Major League Soccer. Posee pasaporte letón debido a sus raíces letonas por parte materna.

## Trayectoria

### Amateur
Yedlin fue parte del Programa de Desarrollo Juvenil Olímpico de Fútbol del estado de Washington entre 2006 y 2009. También jugó para los clubes juveniles del Emerald City FC, Northwest Nationals y el Crossfire Premier antes de unirse a la academia de los Seattle Sounders FC en la temporada 2010-11. En 2011, Yedlin entró a la Universidad de Akron y jugó en el campeonato de la NCAA, acumulando un total de 22 partidos ese año.
En el año 2012 jugó para el equipo Sub-23 de los Seattle Sounders, terminando la temporada como uno de los mejores jugadores de la liga de desarrollo.

### Seattle Sounders FC

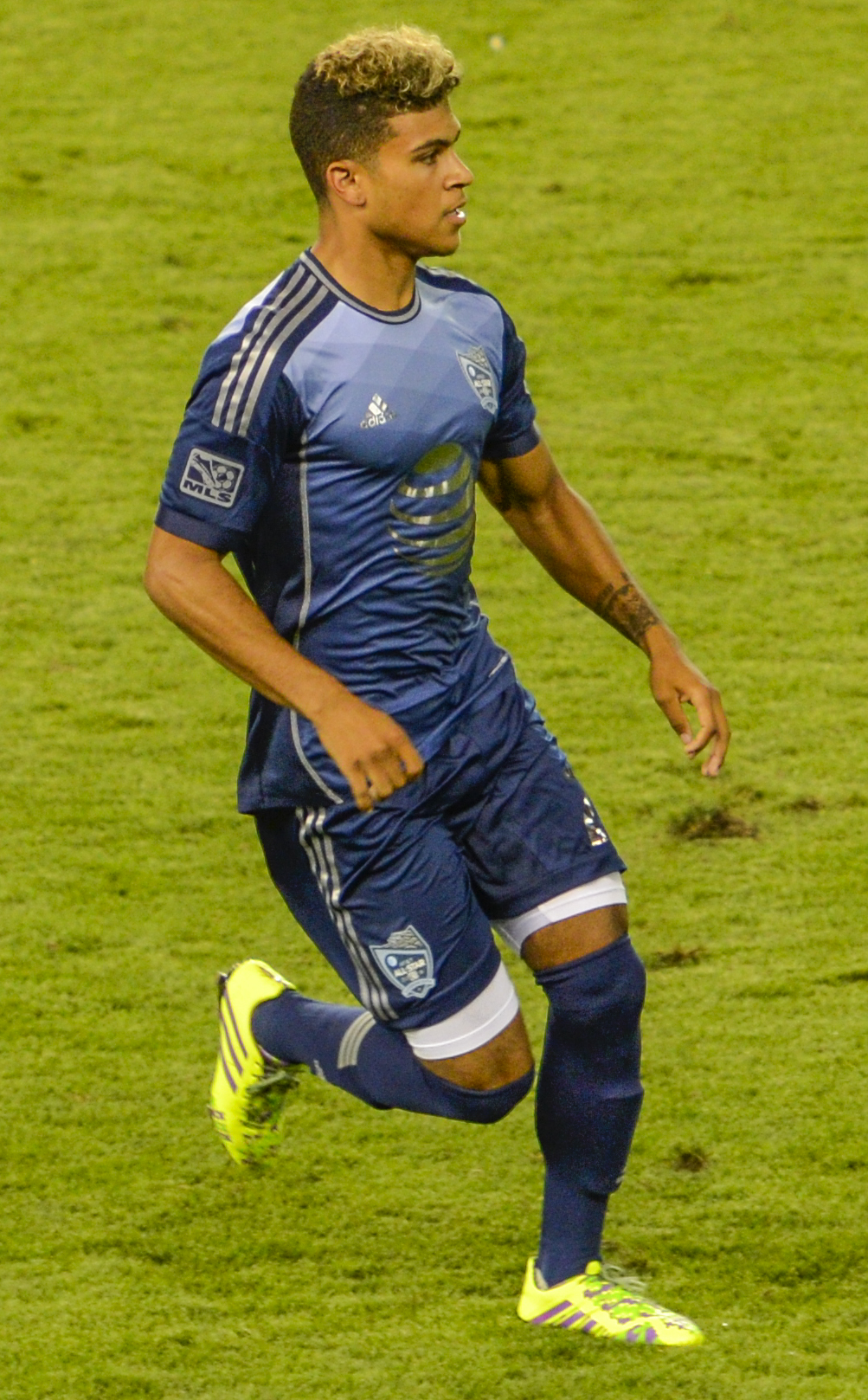
Yedlin jugando en el Partido de las Estrellas de la MLS en 2013.

El 11 de enero de 2013 firmó un contrato profesional con los Seattle Sounders, convirtiéndose en el primer jugador de las divisiones inferiores de ese club en dar el salto al profesionalismo. Hizo su debut el 2 de marzo de ese mismo año, en la derrota 1-0 ante el Montreal Impact. Yedlin anotó su primer gol en competiciones oficiales con el Sounders el 12 de marzo en la victoria 3-1 sobre Tigres por la Concacaf Liga de Campeones, ayudando así a su equipo a alcanzar las semifinales del torneo.
En la temporada 2014, gracias a sus buenas actuaciones, Yedlin fue nombrado por segundo año consecutivo al equipo de las estrellas de la Major League Soccer en julio de ese año. Un mes después, el 13 de agosto de 2014, el club anunció oficialmente que Yedlin dejaría los Sounders al final de la temporada 2014 de la MLS para unirse al Tottenham Hotspur de la Premier League de Inglaterra en un traspaso valuado en aproximadamente 4 millones de dólares americanos.

### Tottenham Hotspur
En diciembre de 2014 se confirmó que el permiso de trabajo para el Reino Unido de Yedlin había sido aprobado, abriendo paso así para que se una al equipo en enero de 2015. Hizo su debut con el primer equipo el 11 de abril de 2015, ingresando en los minutos finales en la derrota 1-0 de los Spurs ante el Aston Villa en un partido de la Premier League.

### Cesión al Sunderland AFC
El 1 de septiembre de 2015, Yedlin fue cedido al Sunderland AFC, también de la Liga Premier, por el resto de la temporada 2015/16. Hizo su debut con los Black Cats el 22 de septiembre de 2015, jugando los noventa minutos en la derrota 1-4 ante el Manchester City por la Copa de la Liga de Inglaterra. El 3 de octubre de ese mismo año fue titular por primera vez en la Premier League en el empate 2-2 del Sunderland frente al West Ham United.

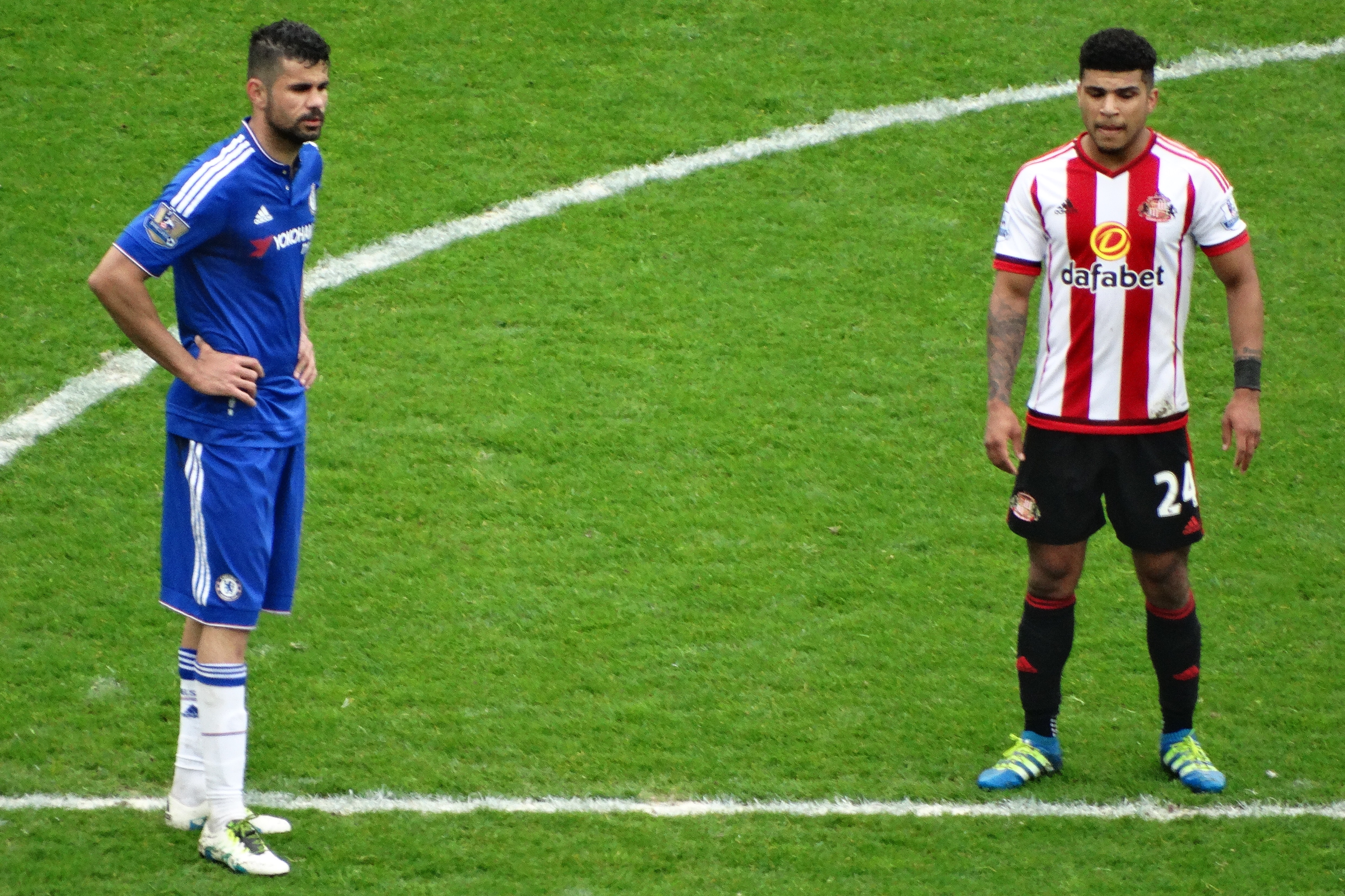
Yedlin (derecha) junto a Diego Costa en 2016.

### Newcastle United
El 24 de agosto de 2016, el Totteham anunció oficialmente que Yedlin dejaría el club para fichar con el Newcastle United por cinco años en un traspaso de £5 millones. Hizo su debut con el club el 27 de agosto contra el Brighton and Hove Albion. Dos semanas después anotó su primer gol para el Newcastle en la victoria 2-0 al Derby County el 10 de septiembre.

### Galatasaray
El 1 de febrero de 2021 se unió al Galatasaray S. K. turco con un contrato de 2,5 años. El 19 de marzo anotó su primer gol para el club, el primero desde 2019, concedió un penalti y fue expulsado en una derrota por 3-4 en casa ante Çaykur Rizespor.

### Inter de Miami

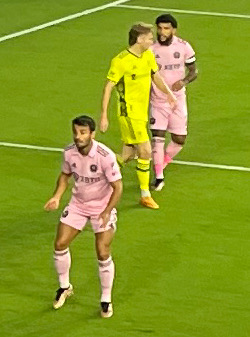
Yedlin (arriba y con camiseta rosa) jugando con el Inter de Miami en 2023.

Yedlin se unió al Inter de Miami el 2 de febrero de 2022, con un contrato de cuatro años con una opción adicional de un año. "Es casi un fichaje de DP para nosotros, realmente, en términos de su calidad", dijo el manager Phil Neville. "Ha jugado al más alto nivel en las principales naciones futbolísticas del mundo. Así que esperamos que su experiencia, su calidad, su liderazgo y el hecho de que sea estadounidense creo que es realmente importante. Tenemos un equipo joven y nuevo y También queremos experiencia allí". Yedlin declaró: "Sé que cuando estaba en la MLS, [defender] era una debilidad en mi juego", después de que se anunció el movimiento. "No sólo 1 contra 1 sino posicionalmente. Pero ahora estoy regresando, estando en muchas situaciones diferentes y muchas formaciones diferentes, jugando diferentes posiciones hasta un punto en el que ahora me siento mucho más cómodo en esas situaciones. Creo que soy mucho mejor defensor ahora que cuando me fui".

## Selección nacional

### Selecciones inferiores
Yedlin fue incluido en la lista de 21 jugadores que disputarán la Copa Mundial de Fútbol Sub-20 en Turquía en junio de 2013 con los Estados Unidos.  El 21 de junio debutó como titular en el partido inaugural de su selección ante España.
El 20 de noviembre de 2014, Yedlin fue nominado por la Federación de Fútbol de Estados Unidos, junto con tres otros futbolistas, al premio al Futbolista Joven del Año en Estados Unidos.

### Selección absoluta

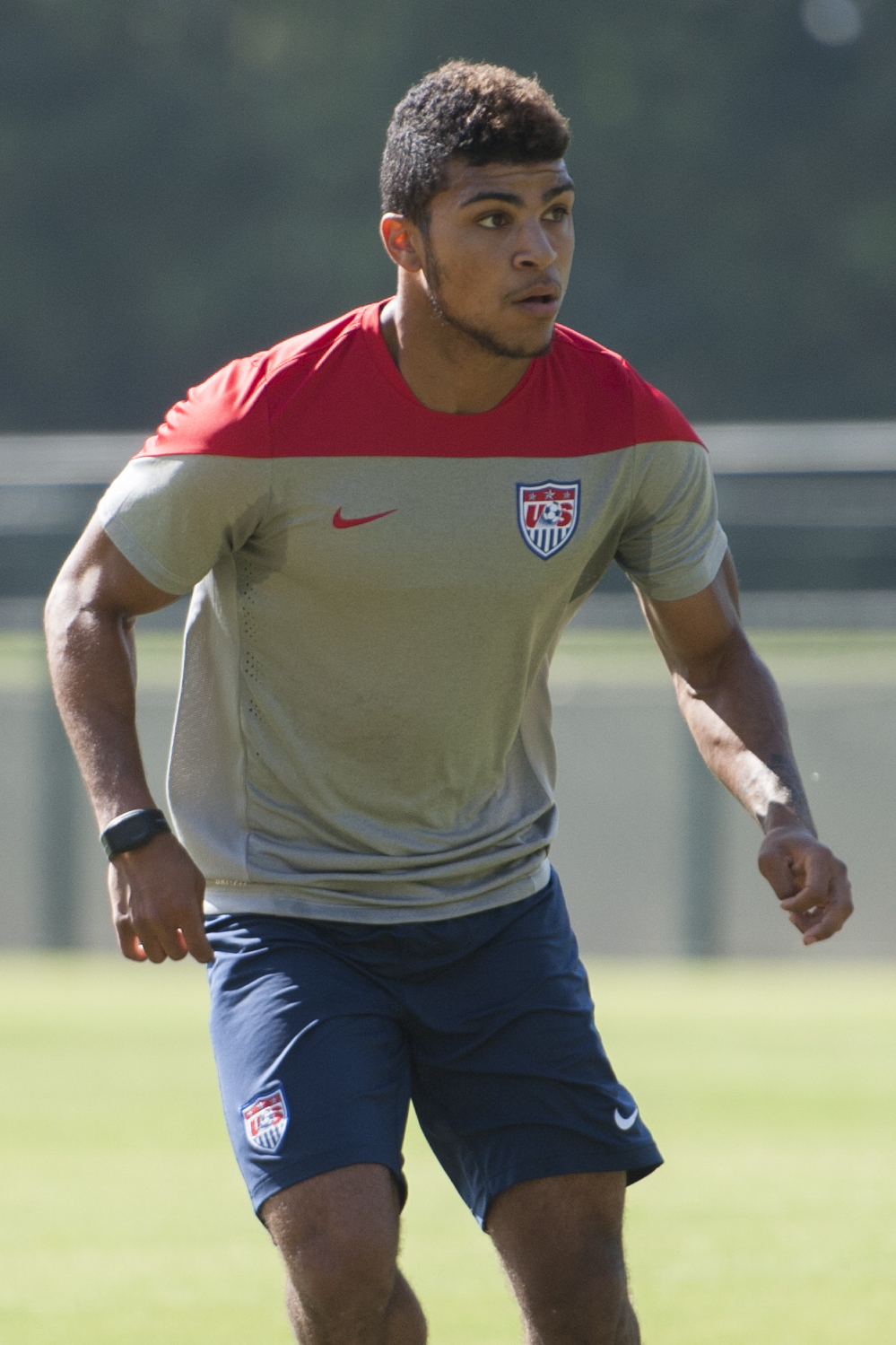
Yedlin entrenando con para Brasil 2014

Yedlin fue convocado por primera vez a la selección mayor de los Estados Unidos en enero de 2014 con miras a un partido amistoso frente a Corea del Sur. Hizo su debut el 1 de febrero en dicho partido, ingresando en el minuto 74 por su compañero de equipo en Seattle, Brad Evans.
El 12 de mayo de 2014, el entrenador de la selección estadounidense Jürgen Klinsmann incluyó a Yedlin en la lista provisional de 30 jugadores con miras a la Copa Mundial de Fútbol de 2014. Finalmente, y para sorpresa de muchos, fue seleccionado a la lista definitiva de 23 jugadores el 22 de mayo, convirtiéndose así en el primer jugador surgido de las divisiones inferiores de un equipo de la MLS en participar del torneo. Yedlin hizo su debut en el torneo ingresando en los últimos minutos del partido por la fase de grupos frente a Portugal. Volvió a ingresar desde la banca en los siguientes dos partidos del torneo, frente a Alemania y en la derrota 2-1 en tiempo extra frente a Bélgica por los octavos de final, teniendo una importante participación en este último encuentro.
El 4 de diciembre de 2014, Yedlin fue nombrado Futbolista Joven del Año en Estados Unidos por parte de la Federación de Fútbol de su país.

### Participaciones en Copas de Oro
| Torneo                          | Sede           | Resultado    |
| ------------------------------- | -------------- | ------------ |
| Copa de Oro de la Concacaf 2015 | Estados Unidos | Cuarto lugar |

### Participaciones en la Copa América
| Copa                           | Sede           | Resultado    |
| ------------------------------ | -------------- | ------------ |
| Copa América Centenario (2016) | Estados Unidos | Cuarto lugar |

### Participaciones en Copas del Mundo
| Mundial                        | Sede    | Resultado        |
| ------------------------------ | ------- | ---------------- |
| Copa Mundial Sub-20 2013       | Turquía | Fase de grupos   |
| Copa Mundial de Fútbol de 2014 | Brasil  | Octavos de final |
| Copa Mundial de Fútbol de 2022 | Catar   | Octavos de final |

## Estadísticas

### Clubes
Actualizado a la temporada 2024.
| Club | Div.          | Temporada     | Liga(1) | Liga(1) | Copas nacionales(2) | Copas nacionales(2) | Torneos internacionales(3) | Torneos internacionales(3) | Total | Total |
| Club | Div.          | Temporada     | Part.   | Goles   | Part.               | Goles               | Part.                      | Goles                      | Part. | Goles |
| --- | ------------- | ------------- | ------- | ------- | ------------------- | ------------------- | -------------------------- | -------------------------- | ----- | ----- |
| Seattle Sounders F. C. Estados Unidos | 1.ª           | 2013          | 33      | 1       | 0                   | 0                   | 4                          | 1                          | 37    | 2     |
| Seattle Sounders F. C. Estados Unidos | 1.ª           | 2014          | 28      | 0       | 2                   | 0                   | —                          | —                          | 30    | 0     |
| Seattle Sounders F. C. Estados Unidos | Total club    | Total club    | 61      | 1       | 2                   | 0                   | 4                          | 1                          | 67    | 2     |
| Tottenham Hotspur F. C. Inglaterra | 1.ª           | 2014-15       | 1       | 0       | 0                   | 0                   | 0                          | 0                          | 1     | 0     |
| Tottenham Hotspur F. C. Inglaterra | Total club    | Total club    | 1       | 0       | 0                   | 0                   | 0                          | 0                          | 1     | 0     |
| Sunderland A. F. C. Inglaterra | 1.ª           | 2015-16       | 23      | 0       | 2                   | 0                   | —                          | —                          | 25    | 0     |
| Sunderland A. F. C. Inglaterra | Total club    | Total club    | 23      | 0       | 2                   | 0                   | -                          | -                          | 25    | 0     |
| Newcastle United F. C. Inglaterra | 2.ª           | 2016-17       | 27      | 1       | 5                   | 0                   | —                          | —                          | 32    | 1     |
| Newcastle United F. C. Inglaterra | 1.ª           | 2017-18       | 34      | 0       | 0                   | 0                   | —                          | —                          | 34    | 0     |
| Newcastle United F. C. Inglaterra | 1.ª           | 2018-19       | 29      | 1       | 0                   | 0                   | —                          | —                          | 29    | 1     |
| Newcastle United F. C. Inglaterra | 1.ª           | 2019-20       | 16      | 1       | 4                   | 0                   | —                          | —                          | 20    | 1     |
| Newcastle United F. C. Inglaterra | 1.ª           | 2020-21       | 6       | 0       | 4                   | 0                   | —                          | —                          | 10    | 0     |
| Newcastle United F. C. Inglaterra | Total club    | Total club    | 112     | 3       | 13                  | 0                   | 0                          | 0                          | 125   | 3     |
| Galatasaray S. K. Turquía | 1.ª           | 2020-21       | 11      | 1       | 1                   | 0                   | ―                          | ―                          | 12    | 1     |
| Galatasaray S. K. Turquía | 1.ª           | 2021-22       | 16      | 0       | 0                   | 0                   | 8                          | 0                          | 24    | 0     |
| Galatasaray S. K. Turquía | Total club    | Total club    | 27      | 1       | 1                   | 0                   | 8                          | 0                          | 36    | 1     |
| Inter de Miami Estados Unidos | 1.ª           | 2022          | 35      | 0       | 3                   | 0                   | ―                          | ―                          | 38    | 0     |
| Inter de Miami Estados Unidos | 1.ª           | 2023          | 28      | 0       | 6                   | 0                   | 7                          | 0                          | 41    | 0     |
| Inter de Miami Estados Unidos | 1.ª           | 2024          | 3       | 0       | ―                   | ―                   | ―                          | ―                          | 3     | 0     |
| Inter de Miami Estados Unidos | Total club    | Total club    | 66      | 0       | 9                   | 0                   | 7                          | 0                          | 82    | 0     |
| F. C. Cincinnati Estados Unidos | 1.ª           | 2024          | 31      | 0       | ―                   | ―                   | 4                          | 1                          | 35    | 1     |
| F. C. Cincinnati Estados Unidos | Total club    | Total club    | 31      | 0       | 0                   | 0                   | 4                          | 1                          | 35    | 1     |
| Total carrera | Total carrera | Total carrera | 321     | 5       | 27                  | 0                   | 23                         | 2                          | 371   | 7     |
| (1)Incluye datos de la Postemporada de la MLS (2013, 2014) (2) Incluye datos de la Copa de la Liga de Inglaterra (2015/16, 2016/17); la FA Cup (2015/16, 2016/17) y la Copa de Turquía (3)Incluye datos de la Concacaf Liga de Campeones (2012/13), Liga de Campeones de la UEFA, Liga Europa de la UEFA y Leagues Cup |               |               |         |         |                     |                     |                            |                            |       |       |

## Palmarés

### Títulos nacionales
| Título                   | Club                | País           | Año  |
| ------------------------ | ------------------- | -------------- | ---- |
| Lamar Hunt U.S. Open Cup | Seattle Sounders FC | Estados Unidos | 2014 |
| Supporter's Shield       | Seattle Sounders FC | Estados Unidos | 2014 |

### Títulos internacionales
| Título                          | Club (*)       | Sede           | Año  |
| ------------------------------- | -------------- | -------------- | ---- |
| Liga de Naciones de la Concacaf | Estados Unidos | Estados Unidos | 2021 |
| Leagues Cup                     | Inter de Miami | Estados Unidos | 2023 |

(*) Incluyendo la selección.

### Distinciones individuales
| Distinción                                 | Año  |
| ------------------------------------------ | ---- |
| Futbolista Joven del Año en Estados Unidos | 2014 |

## Vida privada
Yedlin nació en Seattle, y fue criado por su abuelo materno, Ira Yedlin, y su abuelastra, Vicki Walton. Yedlin tiene una hermana llamada Jenea que es dos años menor que él. En su juventud, su mejor amigo fue su tío Dylan Walton-Yedlin, quien tenía diez años cuando Yedlin nació.
Comenzó a jugar al fútbol a sus cuatro años mientras miraba a su tío jugar desde un costado de la cancha. El director de divisiones inferiores del Seattle Sounders, Darren Sawatzky, vio jugar a Yedlin por primera vez a sus once años y luego dijo que era "un futbolista ofensivo en ese entonces, era inventivo, tenía explosividad y podía correr sin parar durante días". Es de ascendencia letona, afroestadounidense e indígena estadounidense.
En mayo de 2021, Yedlin se unió al grupo propietario del club de campeonato de la USL Championship San Diego Loyal SC.